# Elachista dasycara
Elachista dasycara är en fjärilsart som beskrevs av Lauri Kaila, 1999. Elachista dasycara ingår i släktet Elachista och familjen gräsmalar, Elachistidae. Inga underarter finns listade i Catalogue of Life.